# Cayetano Valdés y Flores
Cayetano Valdés y Flores Bazán y Peón (Sevilla, 28 de setembre de 1767 – San Fernando, 6 de febrer de 1835) va ser un marí i militar espanyol, 17è Capità General de la Reial Armada Espanyola i ministre de guerra durant el trienni liberal.

## Biografia
Era nebot del capità general de l'Armada Antonio Valdés y Fernández Bazán. Va obtenir plaça de Guardiamarina al Departament de Cadis en 1780. Acabats els seus estudis, va embarcar en l'esquadra de Luis de Córdova y Córdova que bloquejava Gibraltar mentre la plaça era atacada pel duc de Crillón. Va prendre part en el combat que Córdova va sostenir a l'estret de Gibraltar en 1782 contra l'almirall Howe, i en la segona expedició contra Alger d'Antoni Barceló a l'any següent.
Va formar part com a tinent de navili, de l'expedició Malaspina que va contornejar tota Amèrica del Sud i va fer la volta al món visitant les colònies espanyoles, expedició empresa a fi de conèixer les necessitats polítiques, econòmiques i militars d'aquelles, a més de realitzar l'estudi hidrogràfic de les costes pròpies i estranyes, així com de l'astronomia i ciències naturals. Es va separar de l'expedició a Acapulco per iniciar, per ordre superior, l'exploració de l'estret de Juan de Fuca, al que la crònica del viatge de Maldonado donava com el famós pas del nord o de comunicació del Pacífic amb l'Atlàntic. Manava la goleta Mejicana, mentre que el cap de l'expedició era Dionisio Alcalá Galiano, comandant de la Subtil.
En 1797, manant el navili Infante don Pelayo, va estar en la batalla del cap de Sant Vicent entre l'esquadra del general José de Córdova i la de l'almirall Jervis, després de la qual fou ascendit a capità de navili. En el mateix any de 1797 va prendre part en la defensa de Cadis contra les forces de Nelson, a les ordres del nou almirall de l'Armada José de Mazarredo Salazar.
Pel fet de ser el Pelayo un dels navilis que es van lliurar a la França napoleònica pel Tercer Tractat de Sant Ildefons, va passar a manar el Neptuno, que era el navili insígnia del general Federico Carlo Gravina. Sense deixar el comandament d'aquest, va ser nomenat major general de l'esquadra, sortint de Brest a la fi de 1801 per sufocar la rebel·lió de Santo Domingo. Va passar després a l'Havana, tornant a Cadis en 1802, en la data del qual va ser ascendit a brigadier de la Reial Armada.
Després de l'atac britànic al cap de Santa María en 1804 fou destinat novament al Neptuno, que formava part de l'esquadra del tinent general Domingo Pérez de Grandallana. El 21 d'octubre de 1805 va participar en la batalla de Trafalgar formant part de la divisió d'avantguarda manada pel contralmirall Dumanoir. Durant el combat va acudir infructuosament en auxili del Bucentauro i del Santísima Trinidad, fou ferit en combat i el seu vaixell es va enfonsar en les rodalies del castell de Santa Catalina d'El Puerto de Santa María.
Pel seu comportament en el combat va ser ascendit a cap d'esquadra i el 10 de febrer de 1808 va rebre l'orde de dirigir-se a Toló, però va arribar a les Balears durant l'aixecament del 2 de maig de 1808, evitant d'aquesta manera que els bucs caiguessin a poder dels francesos. Però després de les abdicacions de Baiona va ser deposat i residenciat. En 1809, ja ascendit a tinent general per la Junta Suprema, va ser nomenat governador, capità general i cap polític de Cadis.
Després del retorn de Ferran VII va ser confinat al castell d'Alacant malgrat la intercessió del seu ancià oncle Valdés y Bazán. Durant el trienni liberal fou alliberat i fou nomenat breument ministre de Guerra durant el secretariat d'Evaristo Pérez de Castro (1820-1821). Amb l'arribada dels Cent Mil Fills de Sant Lluís va formar part de la regència amb Gabriel Siscar i Siscar i José Gaspar de Vigodet que va resignar els seus poders en el rei el 15 de juny de 1823. Fou l'encarregat de la defensa de les forces constitucionals assetjades a Cadis. Després va fugir a Gibraltar i d'allí a la Gran Bretanya. A la mort de Ferran VII fou amnistiat per la regent Maria Cristina, qui el va nomenat Capità General de la Reial Armada. Va morir a San Fernando el 6 de febrer de 1835 i fou enterrat al Panteó de Marins Il·lustres.